# Vorónezhski
Vorónezhski (del ruso: Воронежский) es un jútor del raión de Uspénskoye del krai de Krasnodar, en el sur de Rusia. Está situado en la orilla derecha del río Urup, afluente del río Kubán, frente a Beskórbnaya, 20 km al sur de Uspénskoye y 186 km al sureste de Krasnodar, la capital del krai. Tenía 241 habitantes en 2010.
Pertenece al municipio Triojselskoye.